# Eurytoma guianaensis
Eurytoma guianaensis är en stekelart som beskrevs av Cameron 1913. Eurytoma guianaensis ingår i släktet Eurytoma och familjen kragglanssteklar.
Artens utbredningsområde är Guyana. Inga underarter finns listade i Catalogue of Life.